# Петров Лог
Петров Лог — упразднённый посёлок в Калманском районе Алтайского края. На момент упразднения входил в состав Новоромановского сельсовета. Исключен из учётных данных в 1986 году.

## География
Примыкал с юго-востока к Барнаульскому ленточному бору, располагался на реке Тихая речка, на расстоянии приблизительно в 11 км (по прямой) к западу от села Новороманово.
Климат умеренный, резко континентальный. Средняя температура января составляет −17,7 °C, июля — +19,6 °C. Годовое количество атмосферных осадков — 350—400 мм.

## История
Основан в 1921 году. В 1928 году выселок Петрово-Логовской состоял из 112 хозяйств. Функционировала школа I ступени. В административном отношении являлся центром Петрово-Логовского сельсовета Барнаульского района Барнаульского округа Сибирского края.
Решением Алтайского КИКа от 29 апреля 1986 года № 160/1 населённый пункт, исключен из учётных данных..

## Население
В 1926 году в выселке проживало 612 человек (295 мужчин и 317 женщин), основное население — русские.